# Dolní Podluží
Dolní Podluží là một làng thuộc huyện Děčín, vùng Ústecký, Cộng hòa Séc.